# Henry Nielsen
Henry Nielsen (né le 2 octobre 1910 à Nørresundby et mort le 18 novembre 1969 à Hillerød) est un athlète danois, spécialiste des courses de fond. 

## Biographie
Il remporte la médaille de bronze du 10 000 mètres lors des championnats d'Europe de 1934, à Turin, devancé par les Finlandais Ilmari Salminen et Arvo Askola.
Il participe aux Jeux olympiques de 1936, sans parvenir à atteindre la finale.

### Palmarès
| Date | Compétition           | Lieu  | Résultat | Épreuve  | Performance   |
| ---- | --------------------- | ----- | -------- | -------- | ------------- |
| 1934 | Championnats d'Europe | Turin | 3e       | 10 000 m | 31 min 27 s 4 |

### Records
| Épreuve  | Performance   | Lieu  | Date             |
| -------- | ------------- | ----- | ---------------- |
| 10 000 m | 31 min 27 s 4 | Turin | 7 septembre 1934 |